# 谷中城美佳廣場
谷中城美佳廣場（英語：Mid Valley Megamall）是一間樓高五層，面積達420,000平方米，共有430間商舖的商场，於1999年開幕，開幕當時為亞洲面積最大的商场。除了商场，此谷中城美嘉广场還集合了兩座商業辦公大樓及兩間酒店，是馬來西亞其中一處較大型及人流量極高的商業區。谷中城也在2016年于新山设立分店，名为Southkey商场，於2019年4月23日正式開張。

## 內部設施

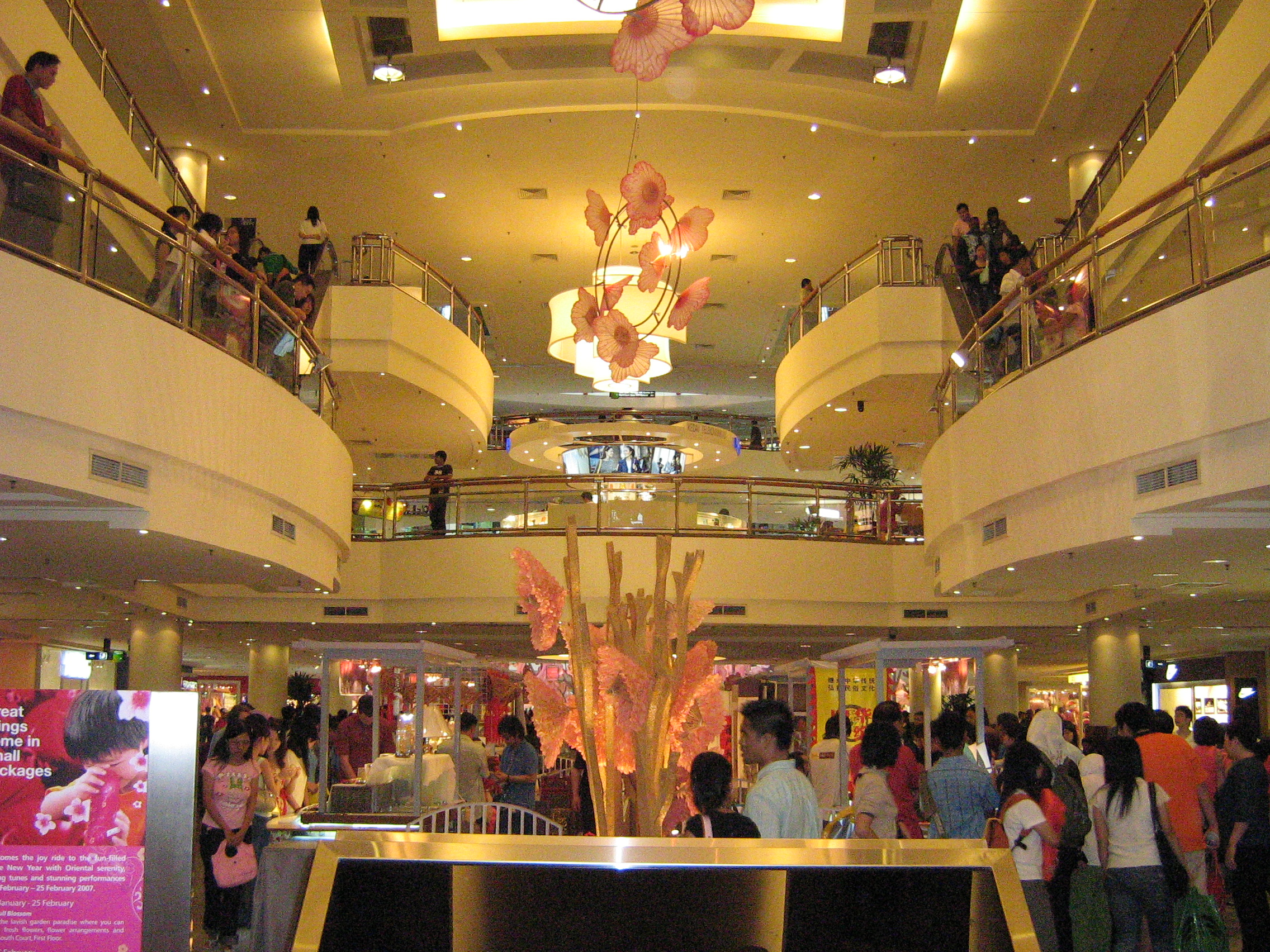
谷中城美佳廣場內部

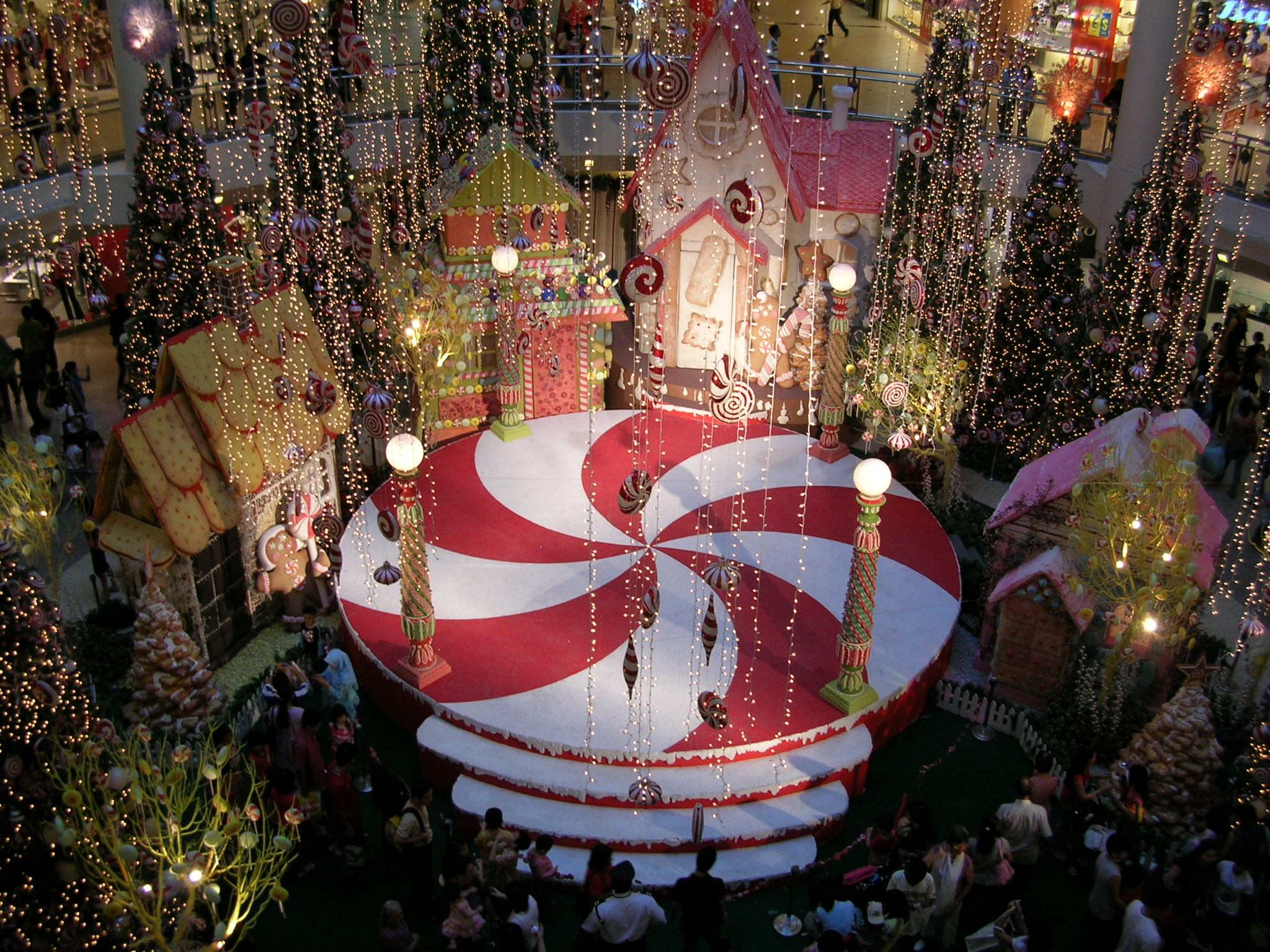
谷中城美佳廣場的聖誕節裝潢

谷中城美佳廣場為一座結合購物、休閒、餐飲、娛樂等項目的多功能大型商场 內部設有430間商店，其中70間為餐廳、健身中心、保齡球場、會展中心等。坐落在美佳廣場內的GSC影城擁有21間戲院，是馬來西亞擁有最多熒幕的電影院。美佳廣場，每逢各民族、宗教的節日，都會在購物中心的中庭等各角落進行規模龐大的佳節裝飾，營造濃厚的佳節氣氛來吸引民眾的到來。

## 進駐廠商
商场的消費客群以居住在市郊的中產階級為主,主要進駐廠商為日資百貨永旺、永旺霸市和本土百貨美羅百貨，其他則包括家居电器行哈威诺曼、五金行Ace Hardware、GSC影院、無印良品（Muji）、永遠21（Forever 21）、Cotton On、飒拉（Zara）、G2000、Gap、大創、优衣库等。因該購物中心每日都會聚集大量的人潮，且在馬來西亞擁有很大的指標性地位及廣告效應，因此不少品牌首次進駐馬來西亞市場，都會選擇這裡。

## 交通

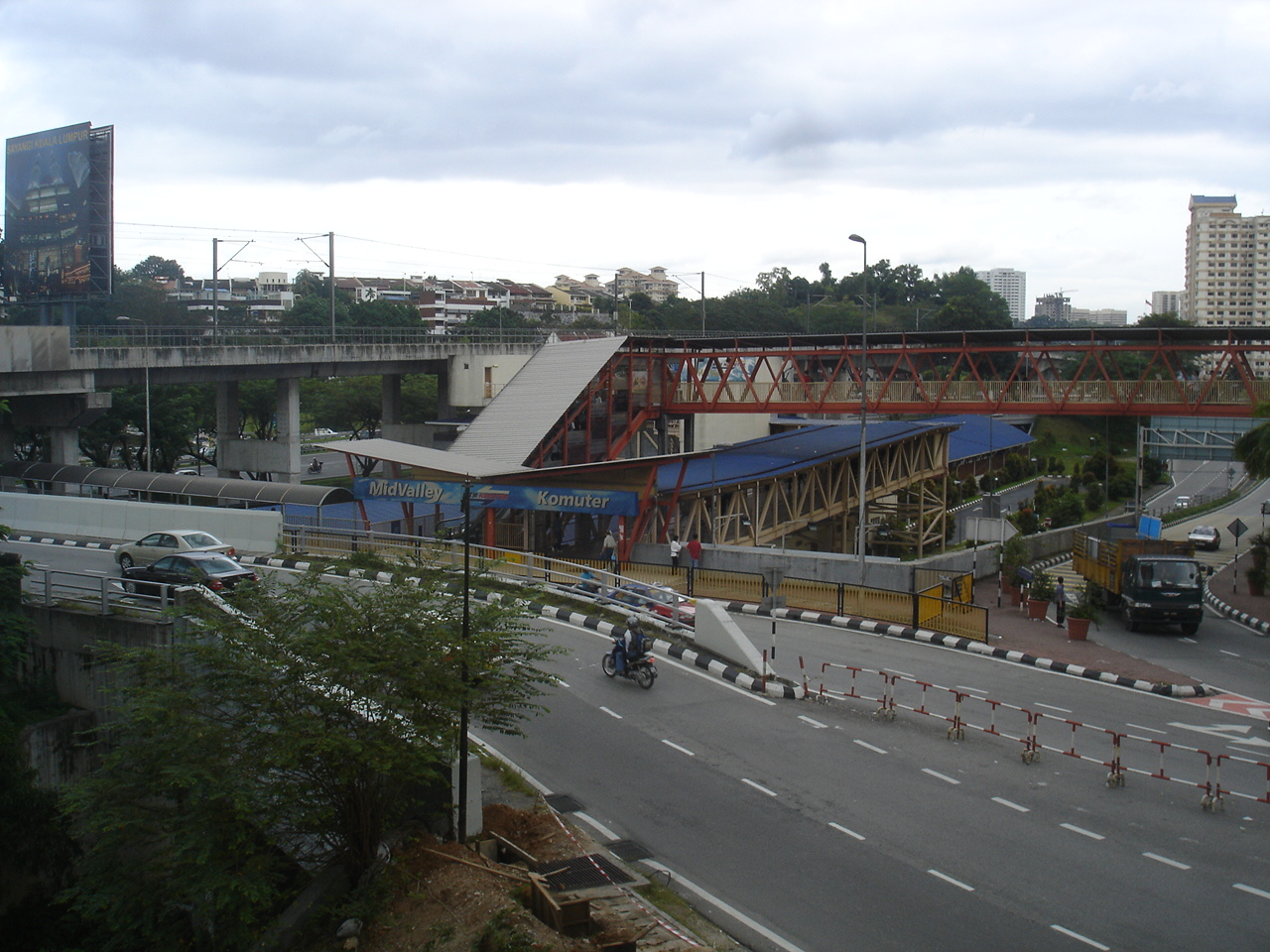
谷中城站

属于KTM通勤铁路2芙蓉線的谷中城通勤列车站（Mid Valley Komuter Station）距離美佳廣場200米，两个建筑之間有行人天橋連接，本站為購物中心帶來許多來自巴生谷南部及芙蓉市的居民，也是线路內，人流量最多的車站之一。除了通勤车站，吉隆坡快捷通巴士（Rapid KL bus）的众多线路皆有經過这裡，美嘉廣場的管理層也有设立一條來往5 格拉那再也綫孟沙站與購物中心之間的接駁巴士。这里也有一个從獨立廣場至谷中城，長達5.5公里的自行車道。2019年杪，由5阿都拉胡坤站至谷中城的跨河行人天桥正式启用，使乘客可从该站步行5分中经过吉隆坡生态城（KL Eco City）和花园广场抵达该商场。

## 鄰近商場
谷中城花园广场在谷中城隔壁，兩個同屬於怡保花園集團（IGB Group）擁有及管理，兩座商場間建有一條空橋連接。

## Sri Maha Sakthi Mohambigai Amman興都廟
位在美嘉廣場的正門口旁，是一座擁有超過一百年歷史的興都教廟宇，在谷中城前身仍是貧民居住的板屋區時就已存在。該廟宇在原本的藍圖計劃中原定剷除，但拆除工程欲開動時，任何拆除設備靠近廟宇範圍都無法開動，廟宇的信徒及谷中城的開發商認為這是個神蹟，因此就將該廟宇保留至今，也成為吉隆坡香火最鼎盛的興都教廟宇之一。民眾認為美嘉廣場從開幕至今都是每日人潮滿滿除了是商场地點位置好，風水佳的因素外，受到該廟宇裡的神明保佑也是其因素之一。

## 意外事故
2017年5月30日晚上8时20分时，美嘉广场发生火灾事故，导致1人受伤。同年10月美嘉广场再次发生小火灾，只不过这次是在G楼的商店，无人伤亡。火灾起因是因为便利商店内的制冷机故障起火。
2023年5月17日約上午10時，美嘉廣場國家能源電房起火引起火災，無人傷亡。

## 外部連結
- 官方網站（页面存档备份，存于）